# پلامن کنستانتینوف
پِلامِن جِورجیُف کُنستانتینوف (به بلغاری: Пламен Георгиев Константинов) ملقب به گیبون (زاده ۱۴ ژوئن ۱۹۷۳) بازیکن سابق و سرمربی فعلی تیم ملی والیبال بلغارستان است. پلامن در صوفیه در یک خانواده ورزشی و هنرمند به دنیا آمد. او والیبال را در ۱۳ سالگی از مدرسه والیبال لفسکی آغاز نمود و تا پایان دوران خود به عنوان بازیکن در باشگاه های لفسکی صوفیه، اسلاویا صوفیه، دل کوله، آریس، اورستیادا، تسالونیکی، المپیاکوس، پاناتینایکوس، هالک بانک، تور، مونتیچیاری، ونگل و گازپروم توپ زد. پلامن برای اولین بار در سال ۱۹۹۴ به تیم ملی بلغارستان دعوت شد. کنستانتینوف از ۲۰۰۵ تا ۲۰۰۹ کاپیتان تیم ملی بلغارستان بود و توانست با بازی های درخشان خود در ترکیب بلغارستان مدال برنز قهرمانی جهان ۲۰۰۶ و جام جهانی ۲۰۰۷ را به دست آورد. پلامن در المپیک سال های ۲۰۰۸ و ۱۹۹۶ نیز عضو تیم ملی والیبال بلغارستان بود و در المپیک آخر آزمایش دوپینگ او مثبت اعلام شد و فعالیت ورزشی پلامن به حالت تعلیق درآمد ولی در سال ۲۰۰۸ این آزمایش منفی اعلام شد. پلامن تا سال ۲۰۱۰ دوران بازیگری را ادامه داد و سال ۲۰۱۱ شروع مربیگری او بود، او در همین سال سرمربی باشگاه زراعت بانک آنکارا شد و در فصل بعد سرمربی باشگاه گوبرنیا نیژنی روسیه شد و توانست این تیم را به مقام نایب قهرمانی کاپ اروپا برساند. پلامن در سال ۲۰۱۴ به عنوان سرمربی تیم ملی بلغارستان انتخاب شد و کار خود را از قهرمانی جهان ۲۰۱۴ لهستان آغاز نمود.